# Mario Bernasconi
Mario Bernasconi (Cuneo, 7 luglio 1892 – Torino, 11 ottobre 1976) è stato un generale e aviatore italiano, che ricoprì l'incarico di comandante della Scuola Alta Velocità, poi Reparto Sperimentale Alta Velocità, di Desenzano, e successivamente quello di comandante dell'Aviazione Legionaria durante la guerra civile spagnola. Durante il corso della seconda guerra mondiale fu comandante della 5ª Squadra aerea in Africa settentrionale italiana..

## Biografia
Nacque a Cuneo il 7 luglio 1892, in giovane età frequenta l'Istituto tecnico "Germain Sommeiller" di Torino, per entrare, nel 1913, nella Regia Accademia di Artiglieria e Genio. Durante la frequenza eccelse negli studi, risultando ai primi posti della graduatoria finale del suo corso. Nel 1915 uscì dalla Scuola di artiglieria e genio con il grado di sottotenente, assegnato al corpo del genio minatori del Regio Esercito. Con l'entrata in guerra del Regno d'Italia, il 24 maggio dello stesso anno, fu subito inviato al fronte. Il 1º febbraio 1916 è promosso al grado di tenente, e attratto dal mondo dell'aviazione, chiese di poter divenire pilota di aeroplano. Il 27 aprile fu mandato presso il Battaglione aviatori dove conseguì il brevetto pilota il 1º luglio, volando su velivolo Maurice Farman MF.14. Come pilota militare si distinse particolarmente, tanto che il 1º giugno 1917 fu trasferito alla Scuola di volo di Busto Arsizio con la qualifica di istruttore. Divenuto capitano, il 1º gennaio 1918 viene trasferito, in qualità di capo istruttore, presso il campo d'aviazione di Foiano della Chiana. Dopo la fine della guerra, il 1º gennaio 1919 assume l'incarico di Direttore tecnico dei Servizi sperimentali delle comunicazioni aeronautiche. Nel mese di aprile viene trasferito, in qualità di capo dell'Ufficio motori e dei collaudi di volo dei caccia SPAD, presso la Direzione tecnica aviazione militare di Torino. Nel febbraio 1921 prende parte al 2º corso della Scuola di applicazione di artiglieria e genio.
Con la costituzione ufficiale della Regia Aeronautica, avvenuta il 28 marzo 1923, transitò definitivamente nei ruoli della nuova arma. Nel 1924 viene mandato in missione in Francia, dove ha modo di volare a bordo di numerosi tipi di velivoli in dotazione alla locale aeronautica. Rientrato in Patria viene assegnato alla Scuola di volo di Capua in qualità di insegnante della teoria dei propulsori. Sempre nel corso del 1924 viene mandato in Romania, in qualità di consulente aeronautico per il materiale ceduto alla locale aeronautica militare. Nel 1925 è promosso al grado di maggiore, e dopo un breve periodo trascorso presso lo Stato maggiore, gli viene assegnato l'incarico di effettuare le prove di volo del nuovo caccia Fiat C.R.1 presso la sezione del Genio aeronautico di Torino. Nel corso di tale anno, il 30 dicembre, consegue la laurea in ingegneria civile presso la Regia scuola d'ingegneria di Torino. Nel 1927 assume l'incarico di comandante del Gruppo sperimentale di Montecelio-Guidonia, e il 27 luglio dello stesso anno è promosso tenente colonnello assumendo l'incarico prestigioso di comandante del Reparto Alta Velocità di Desenzano del Garda il 1º febbraio 1928. Tale reparto aveva il compito di preparare piloti ed aerei in vista della partecipazione italiana alla Coppa Schneider di velocità per idrovolanti da competizione. Nel settembre 1929 viene promosso colonnello per meriti speciali, e presso tale reparto ottiene il brevetto di pilota di alta velocità superando i 500 km/h. Lasciò l'incarico il 1º novembre 1933, assumendo dapprima il comando del 3º Stormo Caccia Terrestre, e quindi del 15º Stormo Bombardamento Terrestre. Promosso generale di brigata aerea ottiene il comando dell IV Brigata aerea. Nel corso del 1935 è inviato in Somalia dove il 24 novembre assume il comando della Brigata aerea mista dell'Aviazione della Somalia italiana in vista della guerra contro l'Etiopia. Per i suoi meriti durante il conflitto è decorato con una Medaglia d'argento al valor militare. Il 4 febbraio 1936 lascia l'incarico al generale Ferruccio Ranza e rientra in Patria dove nel mese di giugno è promosso al grado di generale di divisione aerea. Il 12 maggio 1937 partì per la Spagna per assumere il comando dell'Aviazione Legionaria in sostituzione del generale di brigata aerea Vincenzo Velardi. operante in appoggio alle forze nazionaliste del generale Francisco Franco durante il corso della guerra civile. Entrato in urto con il generale Gastone Gambara, comandante del CTV, dovette lasciare l'incarico nel novembre 1938, venendo sostituito dal generale Giuseppe Maceratini. Al termine della missione in Spagna viene elevato al rango di generale di squadra aerea, ed insignito del titolo di Commendatore dell'Ordine militare di Savoia.
Dopo l'entrata in guerra del Regno d'Italia, il 10 giugno 1940, ricoprì vari incarichi fino al 1º ottobre 1942 quando assunse quello di comandante della 5ª Squadra aerea operante in Africa settentrionale italiana, mantenendolo fino al 15 marzo 1943 quando l'unità fu sciolta in Tunisia, ed egli ritorno in Patria. Dopo la fine della guerra rimase brevemente in servizio, venendo collocato in ausiliaria a domanda in data 15 ottobre 1946. Lasciata la vita militare si dedicò all'insegnamento di discipline aeronautiche presso il Politecnico di Torino. In questa città si spense l'11 ottobre 1976 preso l'Ospedale Mauriziano.

### Annotazioni
1. ↑  Nel corso di tale anno prende parte ad una missione di carattere aeronautico in Cina.
2. ↑  Durante tale incarico entrò in contrasto con il gerarca Ettore Muti, che gli rimproverava di dimostrare un complesso di inferiorità nei confronti del generale Hugo Sperrle, comandante della Legione Condor tedesca.
3. ↑  Quest'ultimo era entrato in contrasto con il comandante del Corpo Truppe Volontarie, generale di brigata Mario Roatta, a riguardo dell'effettivo comando dell'aviazione legionaria.

### Fonti
1. 1 2 3 4 5 6 7  Lembo 2003, p. 24.
2. 1 2 3 4  Ufficio Storico dell'Aeronautica Militare 1969, p. 53.
3. 1 2 3 4 5 6 7 8 9  Lembo 2003, p. 25.
4. 1 2 3 4  Lembo 2003, p. 26.
5. ↑  Rao 2009, p. 20.
6. 1 2 3 4 5 6  Lembo 2003, p. 27.
7. 1 2  Lioy 1965, p. 238.
8. 1 2 3 4 5  Lembo 2003, p. 28.
9. ↑  Ceva 2010, p. 388.
10. ↑  Mannu 1999, p. 16.
11. 1 2 3  Dunning 1988, p. 5.
12. 1 2  Mannu 1999, p. 17.
13. ↑  Sito web del Quirinale: dettaglio decorato.
14. ↑  Gazzetta Ufficiale del Regno d'Italia n.201 del 30 agosto 1933.
15. ↑  Gazzetta Ufficiale del Regno d'Italia n.225 del 26 settembre 1935, pag.4721.
16. ↑  Gazzetta Ufficiale del Regno d'Italia n.219 del 18 settembre 1940.